# العنود سعود
العنود سعود (5 أبريل 1993) ممثلة ومذيعة سعودية من اصل لبناني

## مشوارها المهني
أتمت دراستها في الجامعة الحديثة للتكنولوجيا والمعلومات في مصر بقسم الإذاعة والتلفزيون، ودرست الإخراج والتمثيل في معاهد خاصة بالقاهرة.
دخلت المجال الفني عام 2010 وشاركت
في عدة أفلام ومسلسلات سعودية كما عملت مقدمة برامج في قناة روتانا خليجية

## أعمالها
المسلسلات:
| سنة الإنتاج | اسم المسلسل          | الشخصية |
| ----------- | -------------------- | ------- |
| 2019        | بنات الملاكمة        | شمس     |
| 2019        | لا موسيقى في الأحمدي | العنود  |
| 2020        | بنات الملاكمة 2      | شمس     |
| 2020        | كحل أبيض             | رهف     |
| 2020        | بعد حين              | خلود    |
| 2020        | كنا أمس              | لميس    |
| 2020        | مشراق                |         |
| 2020        | ضحايا حلال           | ملك     |
| 2021        | ستوديو 21            | اميرة   |
| 2022        | ستوديو 22            | اميرة   |
| 2023        | كلاود كيتشن          | عبير    |
| 2023        | دكة العبيد           | رحمة    |
| 2024        | دكة العبيد 22        | رحمة    |
| 2025        | أمي                  | مريم    |

الأفلام: 
| سنة الإنتاج | اسم الفيلم   | الشخصية |
| ----------- | ------------ | ------- |
| 2020        | مذكرة ابتزاز | هديل    |
| 2021        | لعبة الكبار  |         |
| 2021        | حُجر          |         |
| 2024        | حوجن         | جمارى   |